# Dousberg

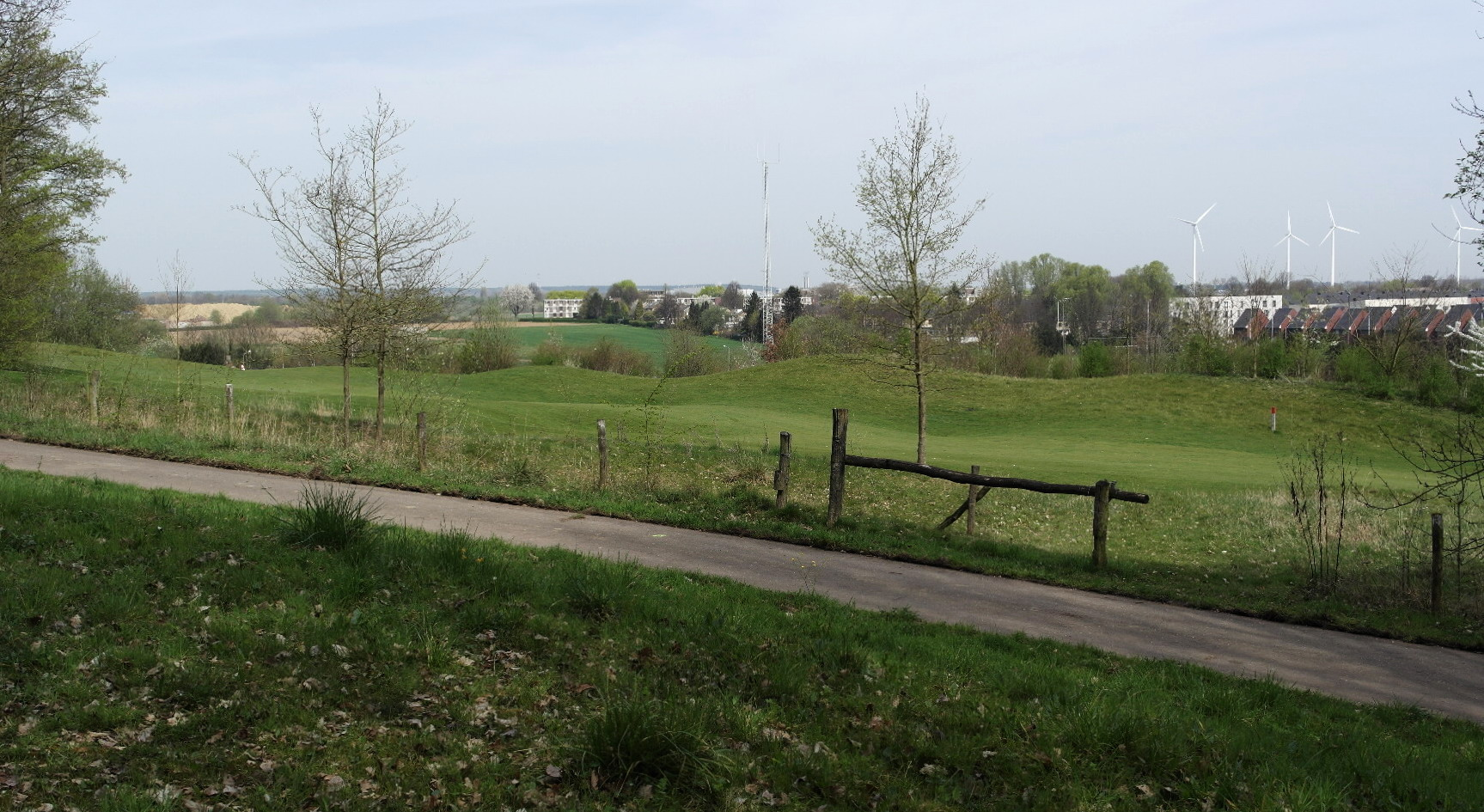
Uitzicht vanaf de Dousberg richting België

De Dousberg is een natuurlijke heuvel in de buurt Dousberg-Hazendans in het westen van de Nederlandse stad Maastricht, vlak bij de grens met België. Op en rondom de "berg" bevindt zich het recreatiegebied De Dousberg en het vakantiepark Dormio Resort Maastricht.

## Beschrijving en ligging
De Dousberg is een geïsoleerde kleine heuvel die zo'n twintig meter boven de omgeving uitsteekt. De voet van de berg bevindt zich op ongeveer 70 meter boven NAP, terwijl de top op ongeveer 90 meter boven NAP ligt. Ten noorden van de heuvel bevindt zich de buurt Malberg, ten zuiden Hazendans en ten oosten Pottenberg. In het westen wordt het gebied begrensd door de landsgrens met België.

## Geschiedenis
De Dousberg is een plaats van historische betekenis. Een mogelijke verwijzing naar de Dousberg staat in een oorkonde van keizer Koenraad III uit 1146 waarin staat dat op de Dulceberg rechtszittingen plaats hadden. Volgens de traditie ging dit gebruik terug tot een dingplaats uit Frankische tijden. In elk geval stond hier in de middeleeuwen de galg van de Vroenhof. Aan de Scharnerweg bevond zich het galgenveld voor de Luikse en Brabantse burgers van Maastricht.
Toen het strategische belang van de vesting Maastricht in de Tachtigjarige Oorlog toenam, kreeg de Dousberg een zekere militaire betekenis. In 1568 verschanste Alva zich er om een veldslag tegen de troepen van Willem van Oranje te vermijden. Deze gebeurtenis wordt bezongen in het Wilhelmus, in het elfde couplet:

Als een prins opgezeten

met mijner heires-kracht,

van den tiran vermeten

heb ik den slag verwacht,

die, bij Maastricht begraven,

bevreesde mijn geweld;

mijn ruiters zag men draven

zeer moedig door dat veld.

In 1632 vestigde Frederik Hendrik zijn hoofdkwartier op de Dousberg tijdens het Beleg van Maastricht (1632).
In de eerste helft van de negentiende eeuw werd op de oostflank van de heuvel een grindgroeve geëxploiteerd, die vervolgens enige tijd als vuilstort gebruikt werd.

### Archeologische site
Aan de westelijke rand van het gebied, grotendeels op Belgisch grondgebied, ligt de belangrijke archeologische opgravingssite Veldwezelt-Hezerwater, waar resten van Neanderthalerbewoning uit het middenpaleolithicum (140.000 tot 40.000 jaar geleden) zijn aangetroffen. Bijzonder aan deze vindplaats is dat er sporen zijn van vier verschillende menselijke activiteiten: vuursteen verzamelen, werktuigen maken, kampvuren aanleggen en jachtbuit verwerken. Neanderthalers joegen vooral op kuddedieren. Er is botmateriaal gevonden van onder meer paard, bizon, mammoet, rendier en wolharige neushoorn.

## Recreatie

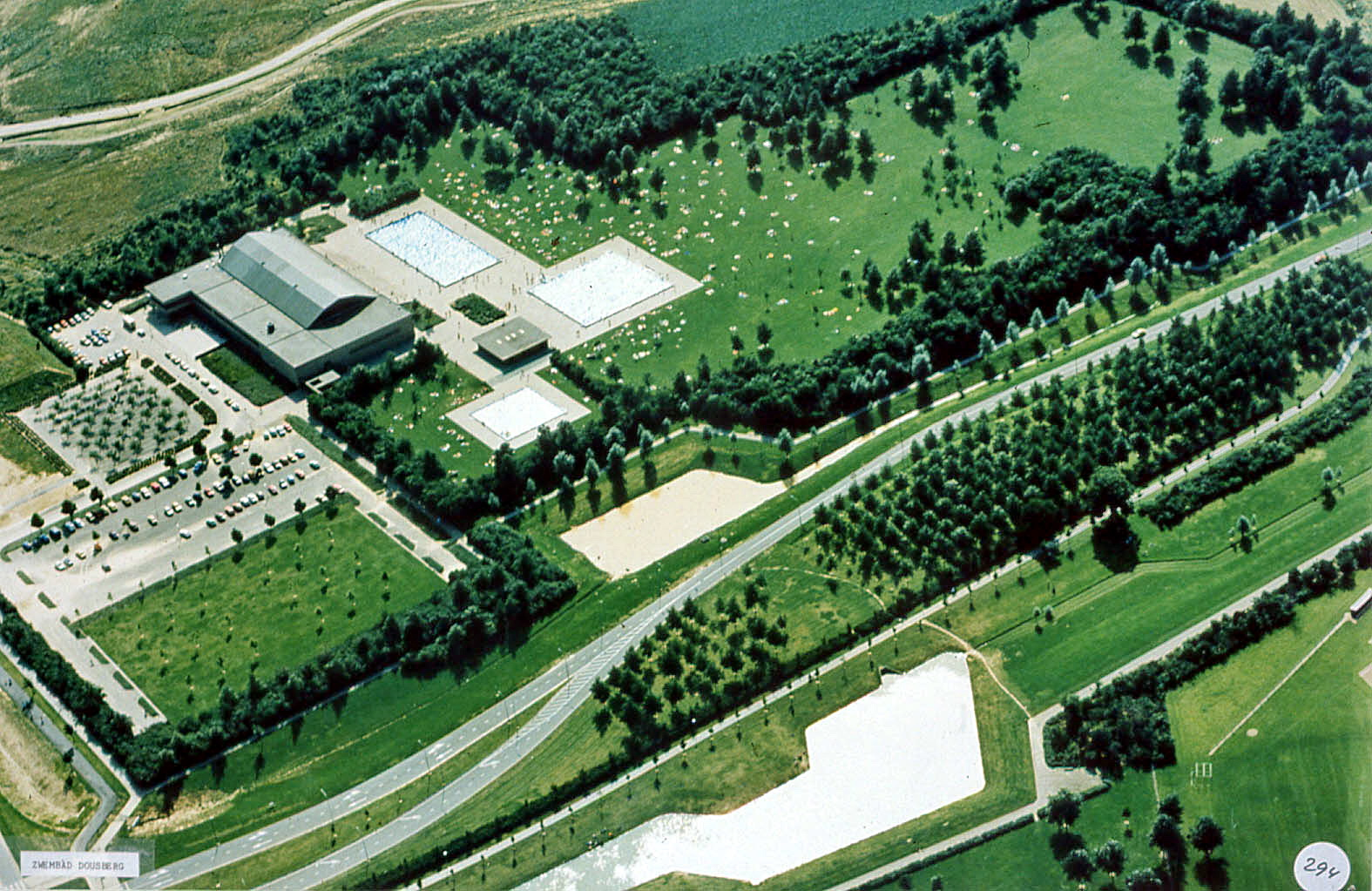
Zwembad De Dousberg, ca. 1975

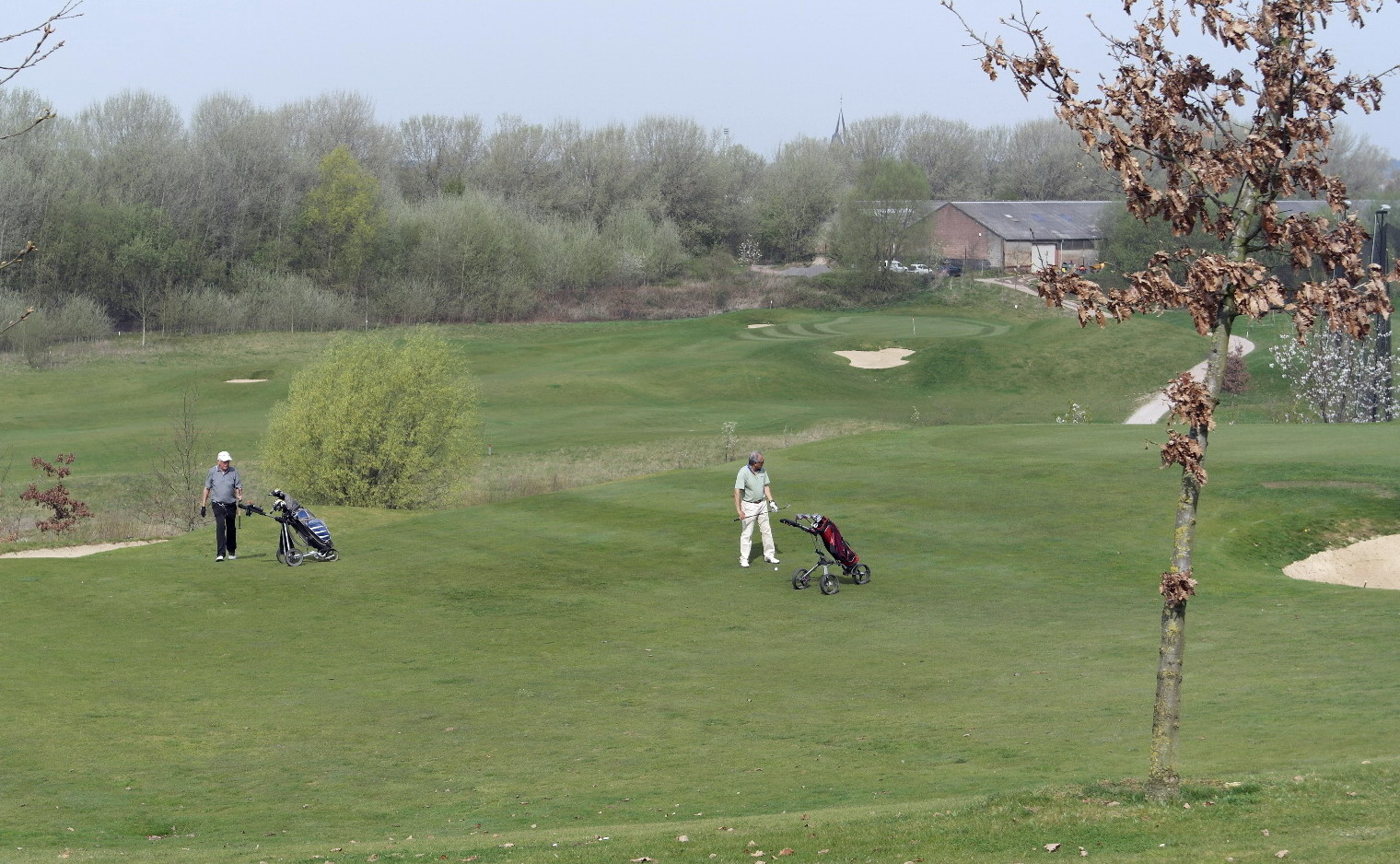
Golfbaan, 2014

Op en rondom de Dousberg bevindt zich een recreatiegebied met dezelfde naam. Het gebied heeft tussen 1950 en 2020 diverse transformaties ondergaan.
In juli 1971 ging de Maastrichtse gemeenteraad akkoord met de bouw en aanleg van een camping, zwembad, tennispark en picknickterrein. Het zwembad werd geopend in 1973; de tennishal in 1980. De camping was wegens subsidiëringsproblemen pas in 1981 voltooid. In 1986 startte de bouw van een jeugdherberg, het Sporttel. In 1987 kwam daar nog een kunstskibaan bij.
In het kader van een ontwikkelingsplan, dat na jarenlang discussie door de gemeenteraad werd aangenomen, werd de camping in 2005 ontruimd om in 2007 plaats te maken voor de grensoverschrijdende 18-holes golfbaan van Golfclub Maastricht (naast een 9-holesbaan). Het zwembad werd in 2013, na de opening van het nieuwe Geusseltbad (nabij stadion de Geusselt), gesloten. In 2015 werd begonnen met de bouw van 74 vakantiewoningen op de plaats waar zich ooit de camping bevond. In 2018 kwamen aan het centrale Wilhelmusplein het hotel-restaurant en 79 appartementen gereed. Op de plek van het gesloopte zwembad en de jeugdherberg werden luxe vakantiewonigen gebouwd.
Vier straten in het vakantiepark Dormio Resort Maastricht zijn vernoemd naar lokale sporthelden: de wielrenner Harie Meijers (1879-1928), de roeier Flip Regout (1915-1993), de voetballer Jeu van Bun (1918-2002) en de zwemster Marie-Louise Vaessen (1928-1993).